# ルイス・コンラディー
ルイス・コンラディー (Louis Conradie, 1996年6月11日 - ) は、ジャパンラグビーリーグワントヨタヴェルブリッツに所属するラグビー選手。

## プロフィール
- 南アフリカ共和国・プレトリア出身[1]。
- ポジションはロック(LO)。
- 身長: 205 cm、体重: 117 kg
- アジア・パシフィック・ドラゴンズに選ばれたことがある[2]。

## 略歴
フリーステイト・チーターズ、ライオンズ、オタゴ、ペニャロールを経て、2020年、NTTコミュニケーションズシャイニングアークス(現・浦安D-rocks)に加入。
2021年4月11日に行われたトップリーグ第7節サントリーサンゴリアス戦にて先発出場で日本での公式戦初出場を果たした。同年12月、トヨタヴェルブリッツに加入。